# 伊根斯多夫
伊根斯多夫是德国巴伐利亚州的一个市镇。总面积28.82平方公里，总人口4934人，其中男性2503人，女性2431人（2011年12月31日），人口密度171人/平方公里。